# Септоциліндроз
Септоциліндро́з, або іржа́во-плями́ста хворо́ба (Mycosis astacorum) — інфекційне захворювання у раків.

## Збудник хвороби
Збудником хвороби є Септоциліндріум астаці.

## Ознаки і стадії захворювання
Проявляється різною величиною темних плям на тілі раків. У цих місцях панцир розм'якшується, а потім спостерігається некротичний розпад. Вражається також мускулатура з появою виразок. Спочатку плями мають вид потертостей зеленкуватого кольору. Потім середина плями стає більш твердою і зернистою, жовтуватого або коричневого кольору, а краї тонкими і м'якими. На наступній стадії утворюються відкриті виразки з пробиванням панцира.
У результаті посиленої грануляції виразки рубцюються і зверху покриваються молодим хітином, внаслідок чого на панцирі утворюється хітиновий бугорок. У печінці хворих раків виявляють золотисто-жовті або коричневі щільні утворення. На вареному панцирі рака чітко видно уражені місця, вони нагадують собою припалені ділянки. Частіше хвороба констатується навесні й восени після линьки у раків із довжиною тіла 8-11 см.

## Методи боротьби з захворюванням
Для запобігання септоциліндрозу особливу увагу слід приділити завезенню раків. Завозити їх треба тільки з благополучних водойм і витримувати на профілактичному карантині упродовж 3-4 тижнів. При появі захворювання рекомендується проводити максимальний вилов хворих раків, здорових реалізовувати на місці для споживання. Стави дезінфікувати негашеним вапном з розрахунку 30-40 ц/га, а також знаряддя вилову та інвентар. Нове зарибнення проводити не раніше ніж через 2 роки, попередньо зробивши біопробу на невеликій партії здорових раків.